# Siège de Tsingtao
Première Guerre mondiale
Batailles
Batailles des océans Pacifique et Indien
- Fanning
- Zanzibar (en)
- Madras
- Papeete
- Tsingtao
- Rufiji
- Penang
- Coronel
- îles Cocos
- Más a Tierra

Le siège de Tsingtao (Qingdao était à l'époque translittéré en Tsingtau en allemand et Tsingtao en anglais ou en français) est l'attaque du port de Qingdao, alors concession allemande, par l'empire du Japon et le Royaume-Uni au début de la Première Guerre mondiale. La bataille a eu lieu entre le 31 octobre et 7 novembre 1914 et est le premier combat de la Première Guerre mondiale entre les forces japonaises et les forces allemandes, ainsi que la première opération conjointe des Britanniques et des Japonais.

## Contexte

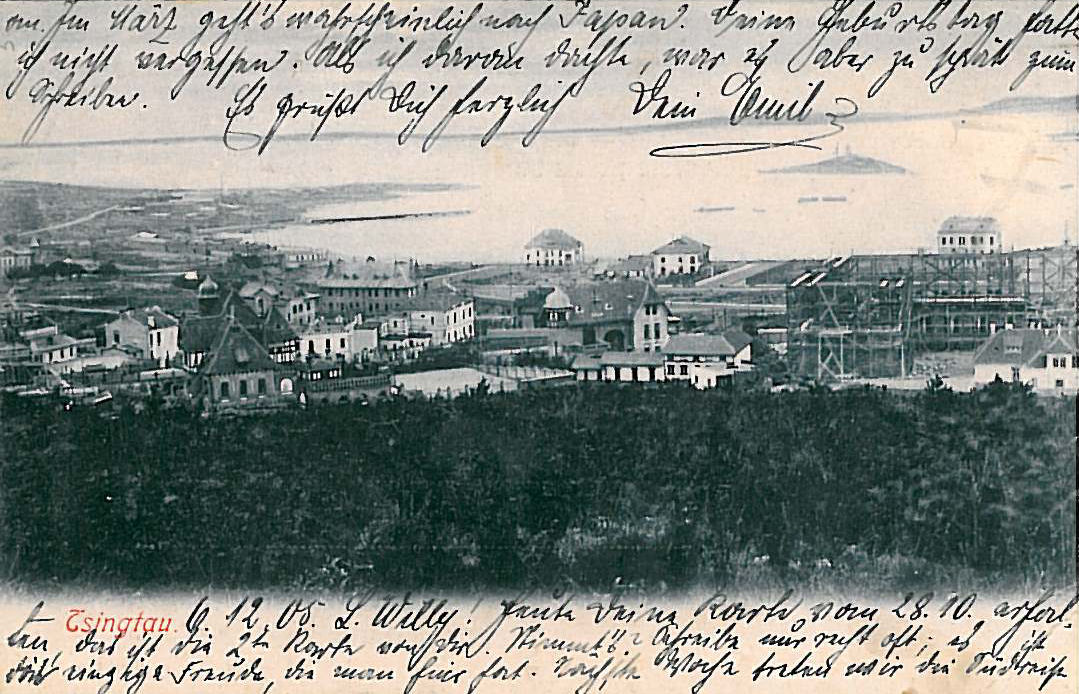
Tsingtao en 1906.

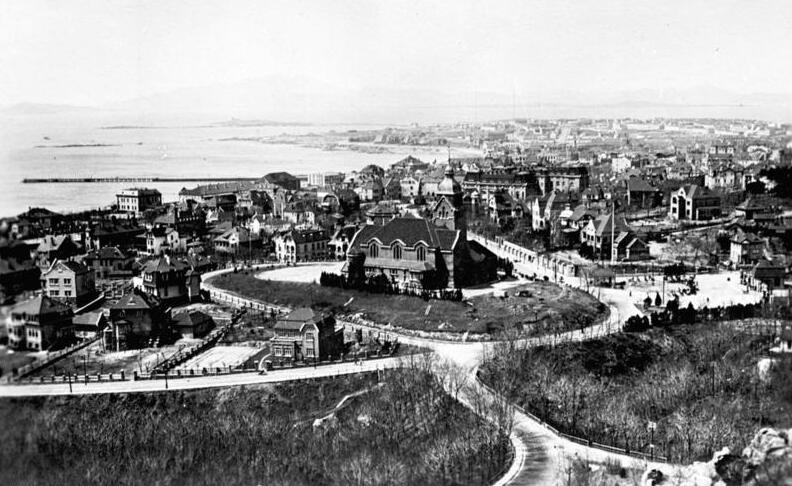
Tsingtao en 1914.

L'Empire allemand, comme les autres grandes puissances européennes, étend son empire colonial en Asie et spécialement en Chine, à la fin du XIXe siècle. Le meurtre de deux missionnaires allemands en 1897 marque le début de l'histoire de la concession qui se trouve dans la baie de Kiaou-Tchéou de la péninsule de Shandong (alors translittéré Chantoung). Celle-ci est obtenue en 1898 pour un bail de quatre-vingt-dix-neuf ans, après la venue de l'escadre allemande d'Extrême-Orient (Ostasiengeschwader) du vice-amiral von Diederichs pour ramener l'ordre.
Les Allemands construisent donc le port de Tsingtau — aujourd'hui Qingdao — pour servir d'escale à leur escadre, et d'étape aux bateaux se rendant dans les possessions allemandes de l'Océan Pacifique, et aussi asseoir leur influence dans la province du Shandong.
Les Britanniques, première puissance navale, voient d'un mauvais œil ce qu'ils considèrent comme une concurrence dans leur zone d'influence. Ils ont obtenu la concession de Port-Edward, sur le territoire de l'actuelle Weihai, dans la même province, tandis que les Russes s'installent à Port-Arthur et les Français à Kouang-Tchéou-Wan (Guangzhou wan, dans la province du Guangdong), avec Fort-Bayard. Les Britanniques se rapprochent des Japonais qui y installent aussi une sphère d'influence, et signent avec eux un traité d'alliance, le 30 janvier 1902. Le Royaume-Uni prend également le parti du Japon pendant la guerre russo-japonaise, sans les soutenir toutefois directement. La victoire japonaise ( à Tshushima) renforce le prestige de son armée en Asie, et auprès des Britanniques qui gardent des liens privilégiés avec le nouvel Empire, jusque pendant la Première Guerre mondiale. Durant cette période, l'Empire britannique fait basculer l'empire du Japon du côté des Alliés. Les Japonais continuent leur expansion territoriale et commerciale en Asie.
Pendant la Première Guerre mondiale, les Alliés chargent les Japonais de capturer les navires marchands allemands naviguant dans la mer de Chine orientale. Mais l'empire du Japon se refuse à tenir un si petit rôle dans cette grande guerre et déclare la guerre à l'Empire allemand le 23 août 1914.

## Les forces en présence
Les Japonais envoient un ultimatum à l'Empire allemand, le 15 août 1914, afin que tous ses bateaux de guerre quittent les eaux chinoises et japonaises et que Tsingtao soit donné au Japon, dans les huit jours. L'Allemagne ayant évidemment refusé, le Japon lui déclare la guerre le 23 août et met en place un blocus autour de Tsingtao, à partir du 27 août, tenu par la deuxième escadre.
L'escadre allemande d'Extrême-Orient, quant à elle, a déjà quitté à cette date Tsingtao et s'est repliée en partie dans les îles Mariannes. L'amiral Sadakichi de la Marine impériale japonaise envoie donc un navire de ligne, le cuirassé Suwo, pour bloquer entièrement la baie et intègre deux navires britanniques dans la deuxième escadre japonaise, le cuirassé HMS Triumph et le destroyer HMS Usk (en). L'escadre compte aussi des bateaux modernes, comme le Kawachi et le Settsu, ainsi qu'un croiseur de combat, le Kongō et une canonnière, le Wakamiya, capable de transporter des aéroplanes.
De plus, 23 000 hommes de la 18e division d'infanterie japonaise sont prêts à débarquer et sont appuyés de 142 pièces d'artillerie. Le gouvernement britannique envoie un contingent symbolique, ainsi que d'autres puissances vers Tientsin, qui se compose de 1 500 hommes, sous le commandement du général de brigade Nathaniel Walter Barnardiston. Le débarquement se passe près de Lungkow le 2 septembre, puis le 18 septembre dans la baie de Laoshan (alors translittérée baie de Lao-Chan), à trente kilomètres à l'Est de Qingdao. Il y a en tout à cette date 58 000 hommes autour de Tsingtao.

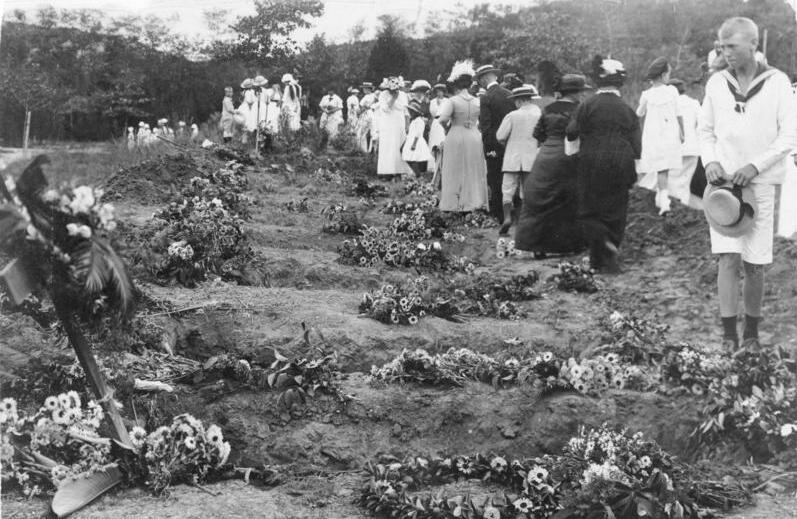
Premiers morts de Tsingtao.

Les Allemands mobilisent leurs troupes de terre à Tsingtao , ainsi que leurs supplétifs chinois, et de petits détachements de marine qui étaient à Pékin et à Tientsin. La garnison allemande se compose de 1 400 soldats du troisième bataillon de marine (quatre compagnies d'infanterie de marine, une batterie d'artillerie de campagne, et une compagnie de cavalerie) et elle est commandée par le gouverneur militaire de Tsingtao, le capitaine de vaisseau Alfred Meyer-Waldeck. Il y a de plus 3 400 marins de la Kaiserliche Marine (dont quatre compagnies d'artillerie de marine) et des volontaires. Du côté allemand, il y a donc 4 550 combattants (avec quelques Autrichiens) encadrés par 180 officiers. Les Japonais sont dix fois plus nombreux. Il est donc assuré que le combat des Allemands sera un combat pour l'honneur avant la défaite.

## Le siège

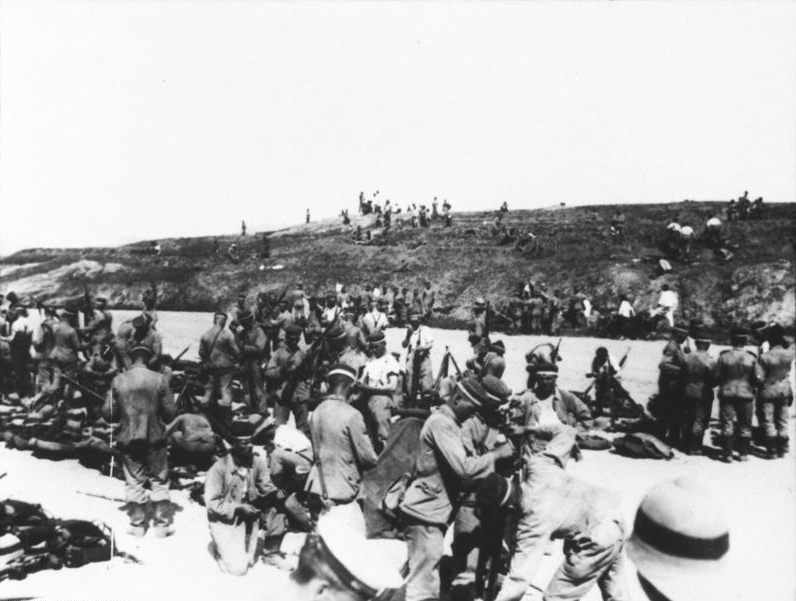
Première ligne de défense du côté allemand, avec les troupes du troisième bataillon de marine.

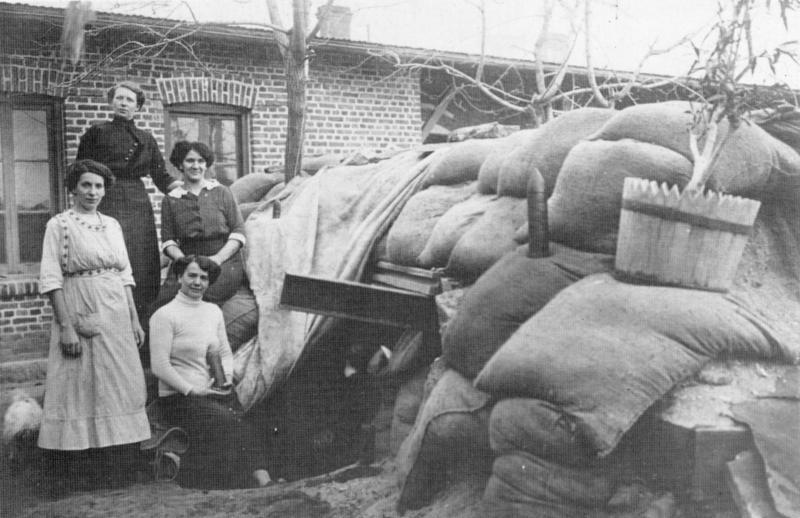
Barricade improvisée.

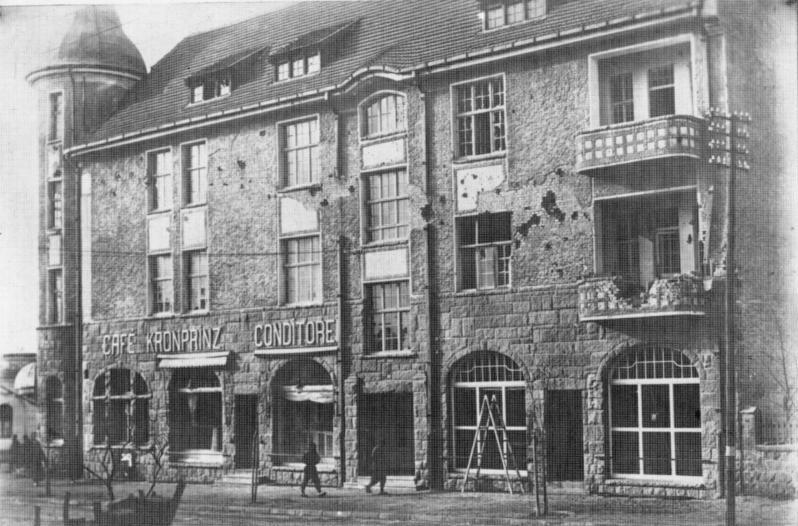
Rue de Qingdao

Au fur et à mesure de l'approche des Japonais, le commandement allemand déplace ses forces des deux lignes de défense extérieures pour les concentrer à l'intérieur de la première ligne de défense.
Le 13 octobre 1914, Le premier combat aérien impliquant un avion de la marine impériale Japonaise eut lieu. Le lieutenant Wada Hideo, aux commandes d'un hydravion Maurice Farman, échangea des coups de feu avec le seul aéroplane allemand opérationnel de la ville, piloté par le lieutenant Gunther Plüschow, surnommé les « yeux de Tsing-Tao » par la garnison allemande. L'échange de tirs de pistolets fut peu probant, et les deux adversaires regagnèrent leurs bases indemnes,.
Le 17 octobre, le petit torpilleur allemand S 90 parvient à se glisser hors du port et, en envoyant une seule torpille, coule le croiseur protégé japonais Takachiho de la classe Naniwa dans la baie, avec 271 hommes d'équipage et officiers à bord. Il ne peut retourner au port par manque de carburant, et l'équipage abandonne le bateau sur la berge, avant d'être interné par les autorités chinoises.
Les Japonais commencent le bombardement du fort le 31 octobre, jour de l'anniversaire de l'empereur du Japon, et creusent des lignes de tranchées parallèles, comme ils l'avaient fait à Port-Arthur dix ans auparavant. Les tirs d'artillerie s'intensifient toute la nuit, couvrant les Japonais qui s'approchent de plus en plus. Le bombardement dure sept jours, avec cent canons approvisionnés de 1 200 obus chacun, du côté japonais. Les Allemands sont à court de munitions. Ils parviennent à utiliser leurs deux aéroplanes. Le premier, commandé par le lieutenant Gunther Plüschow, fait de fréquents vols de reconnaissance et parvient à larguer des bombes artisanales sur les bateaux du blocus. Le lieutenant déclare avoir aussi descendu un Farman MF.7 japonais. Il quitte Tsingtao par les airs le 6 novembre avec les dernières dépêches du gouverneur qui parviennent à Berlin par les voies diplomatiques de pays neutres. Le lieutenant Plüschow est qualifié dans la presse allemande de l'époque de « pilote de Tsingtao » (Flieger von Tsingtau) et rencontre même le respect de ses adversaires. L'autre avion, commandé par le lieutenant Friedrich Müllerskowsky, s'écrase au premier vol.
Quant aux unités navales des Allemands, elles sont quasiment inutilisables. Les canonnières, qui avaient été désarmées pour armer le Prinz Eitel Friedrich en août, sont coulées par ordre du gouverneur pendant la nuit du 27 au 28 septembre et les deux navires restants, la SMS Jaguar, le croiseur de la marine austro-hongroise SMS Kaiserin Elisabeth ne font pas le poids, malgré l'exploit du S 90. Le Kaiserin Elisabeth se saborde le 2 novembre.
Dans la nuit du 6 novembre, les Japonais parviennent à ouvrir une brèche dans la dernière ligne de défense et les soldats allemands sont forcés de se replier en ville. Les Japonais prennent les hauteurs, où se trouve le dépôt de munitions, et il n'y a donc plus de raison de résister. La canonnière Jaguar est coulée.
Les troupes allemandes (et la centaine d'Autrichiens) se rendent dans la matinée du 7 novembre. Les soldats et les civils allemands, parmi lesquels le fondateur de la firme Juchheim, sont internés au Japon, en particulier au camp de Bando. La plupart des prisonniers sont libérés en février 1920.
La bataille fit 199 morts côté allemand, 16 dans les rangs britanniques et un peu plus de 700 côté japonais.

## Illustrations

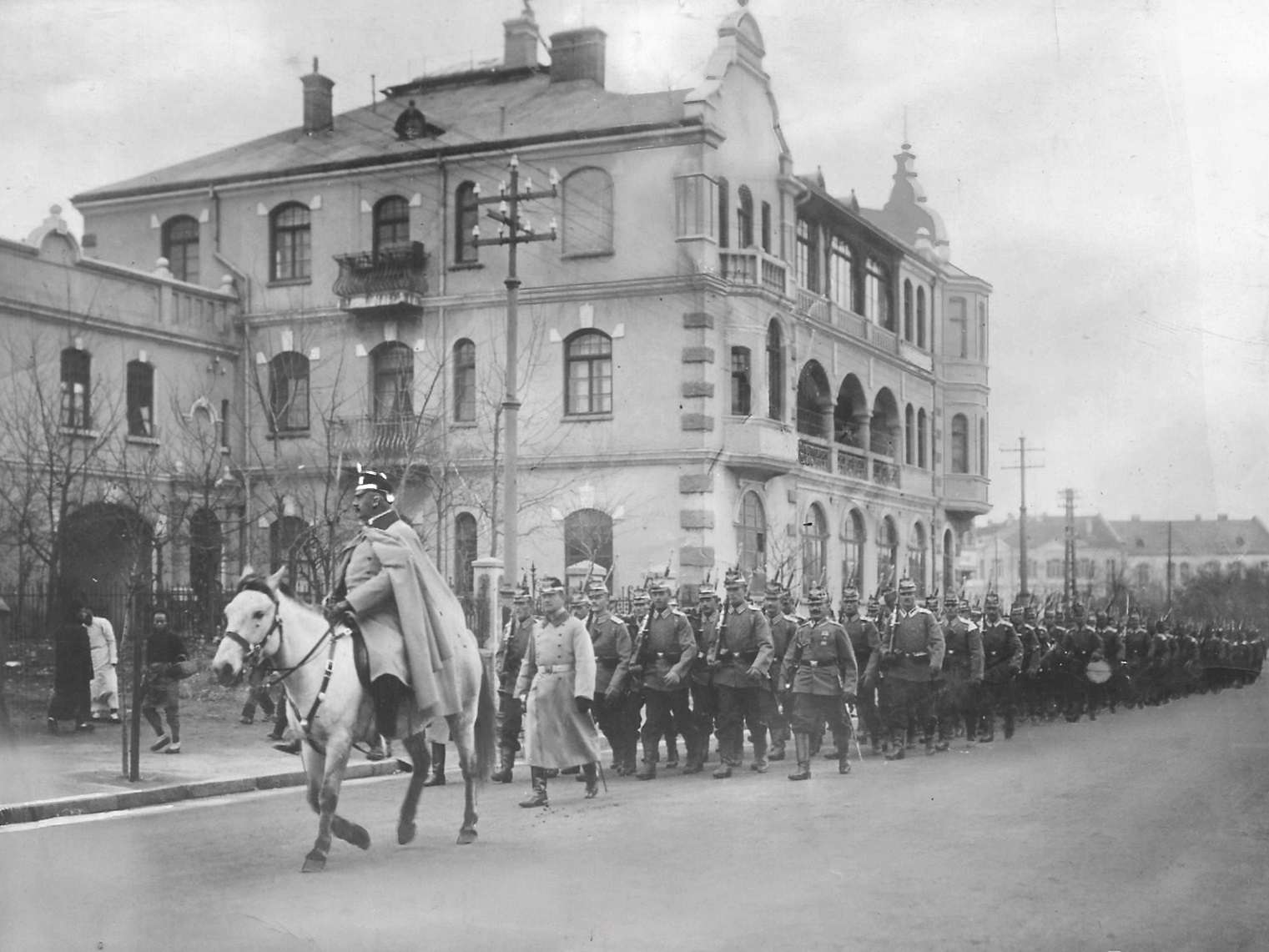
Troupes allemandes à Tsingtao.
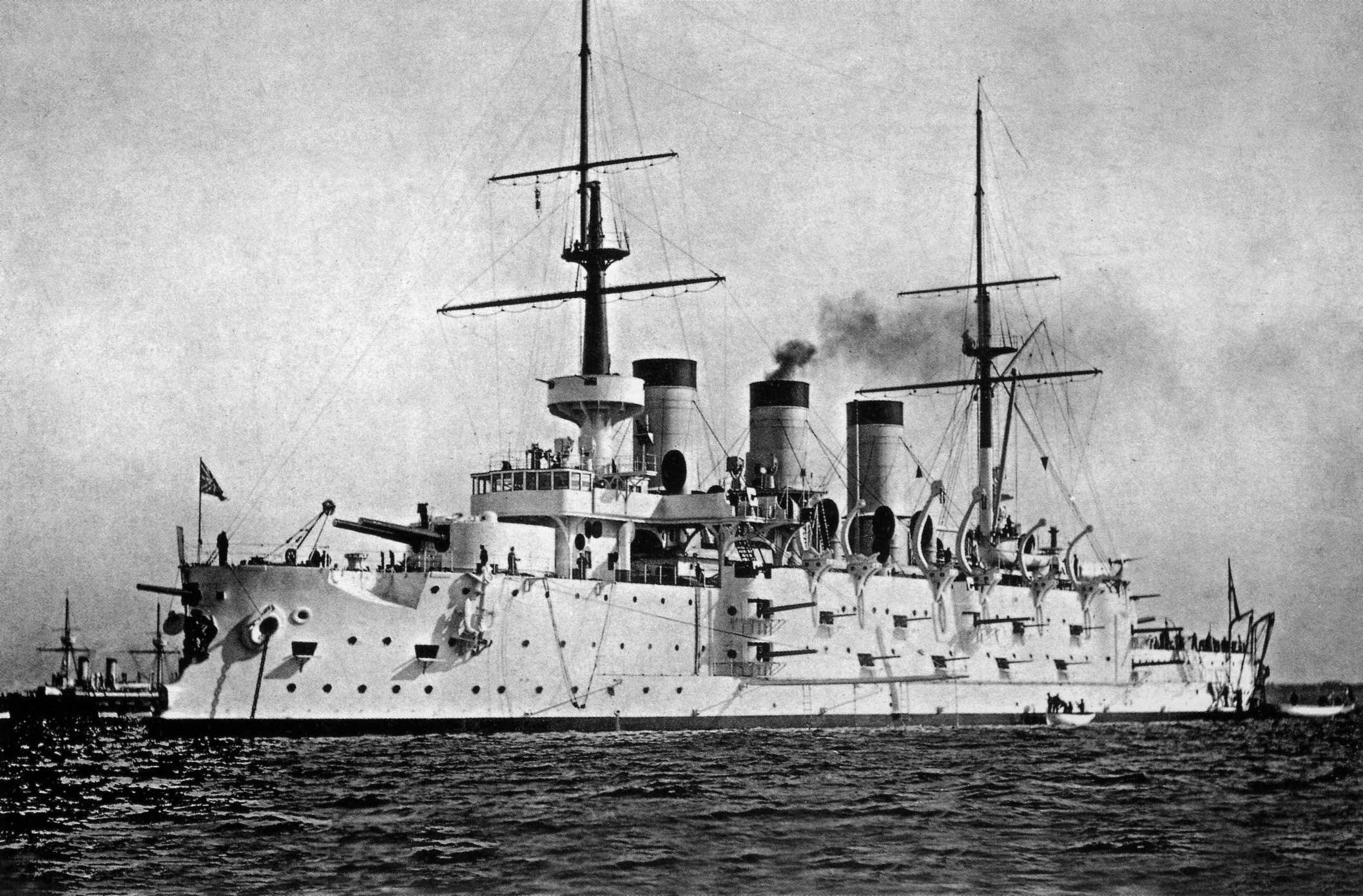
Le croiseur japonais Suwo.
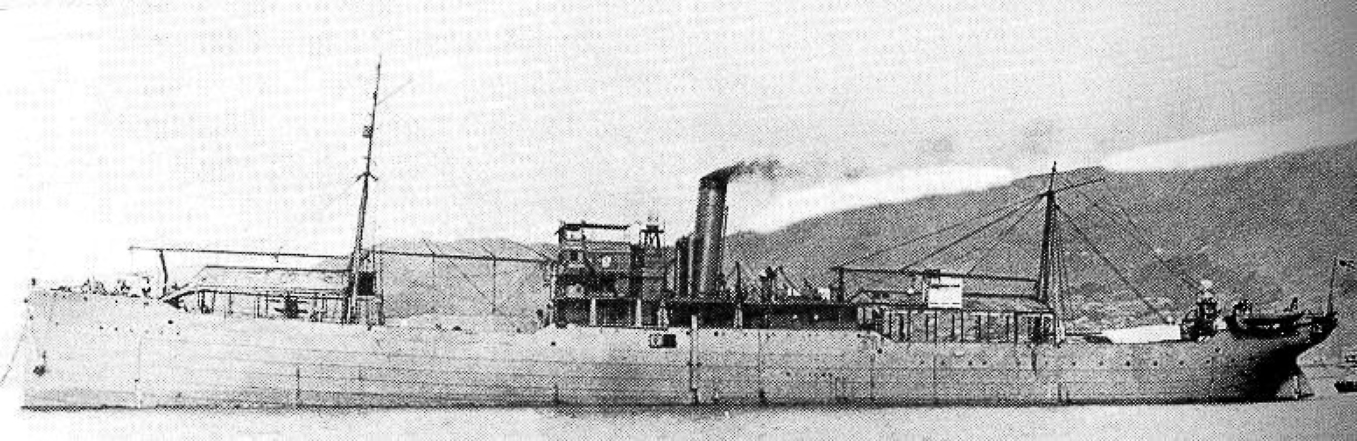
La canonnière japonaise Wakamiya.
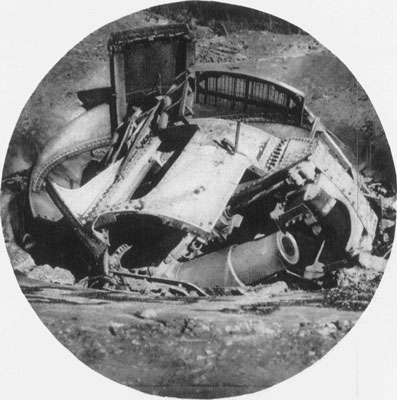
Armes allemandes.
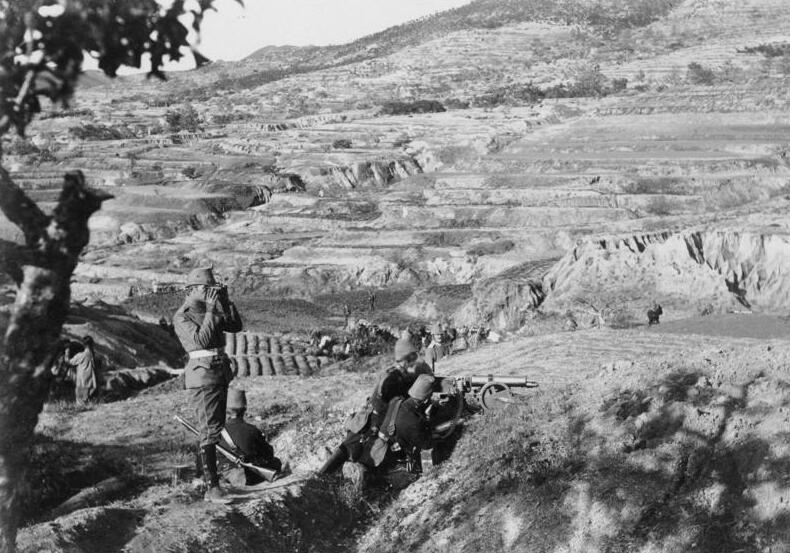
Batterie du Mont-Bismarck à Tsingtao.
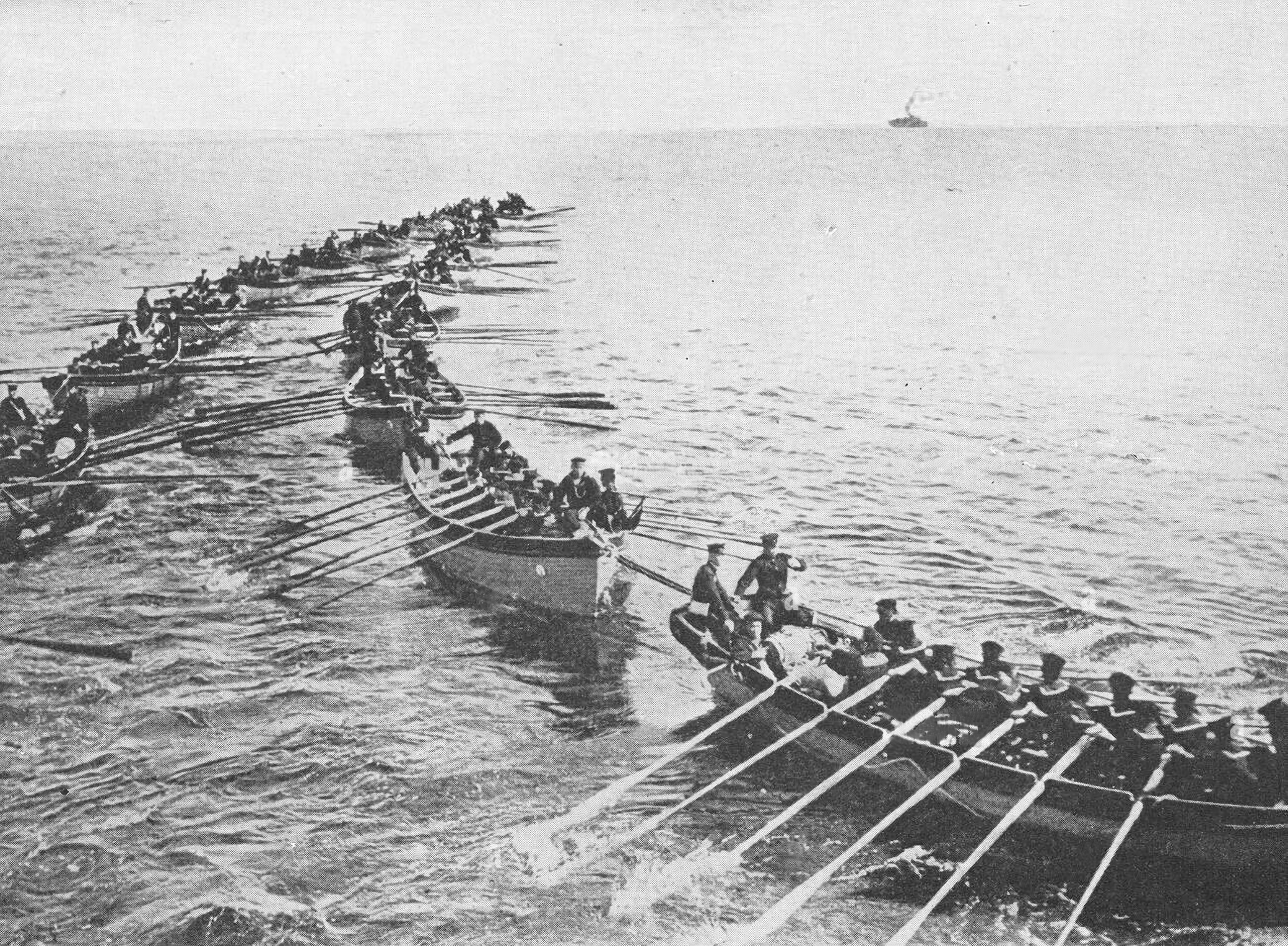
Débarquement des troupes japonaises.
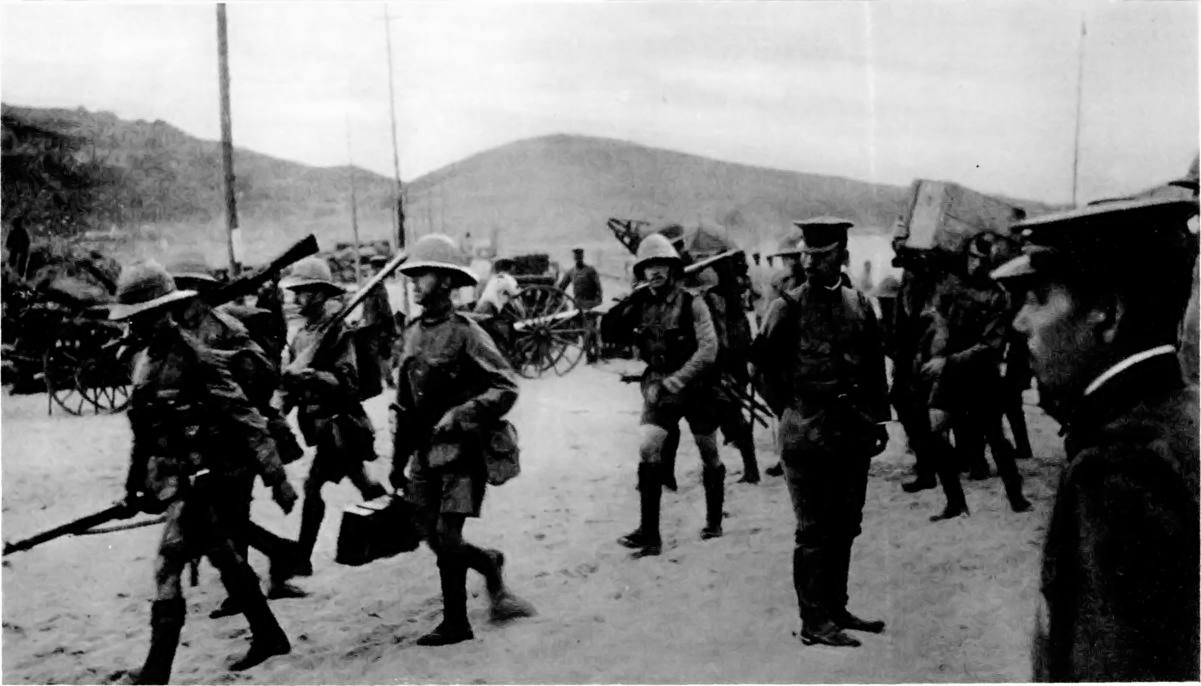
Arrivée des troupes britanniques.
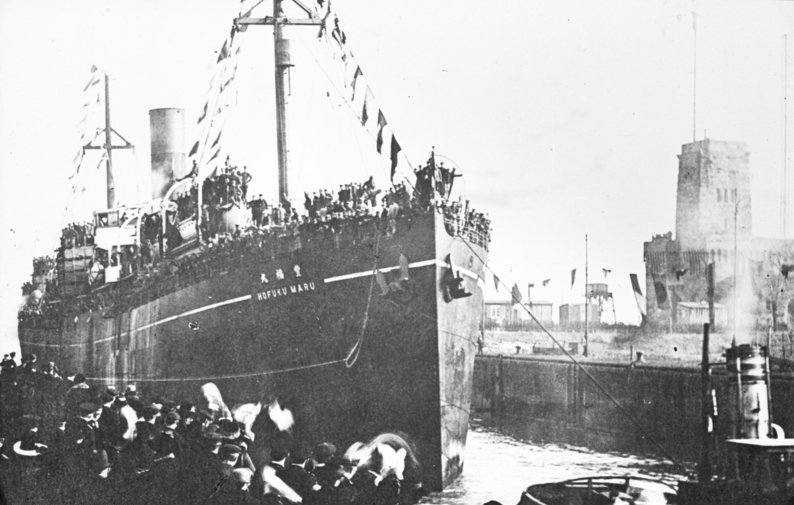
Retour des prisonniers allemands de Tsingtao à Wilhelmshaven en février 1920.